# شهرستان شاره‌زوور
شهرستان شاره‌زوور یک شهرستان و منطقهٔ مسکونی در عراق است که در استان سلیمانیه واقع شده‌است.